# 윌프리드

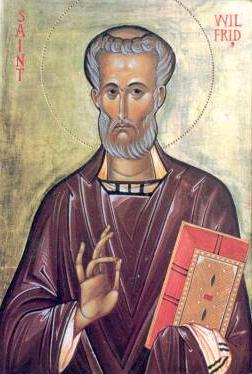
윌프리드를 그린 이콘.

윌프리드(고대 영어: Wilfrith: 633년경 - 709년경)은 영국의 주교이자 성인이다.

## 개요
그는 노섬브리아 왕국의 왕족으로 태어나, 십대 때 성직 생활을 시작했고, 이어 린디스판 섬, 캔터버리, 갈리아, 그리고 로마까지 가서 공부했다. 그는 660년경에 노섬브리아로 돌아와, 리펀 시에 새로 생긴 수도원의 수도원장이 되었다. 664년에는 위트비 시노드에서 로마 가톨릭 교회의 대변인 활동을 했으며, 그 과정에서 그가 부활절의 일자를 계산하는 로마식 방법을 채택해야 하는 이유를 주장하는 명연설을 통해 유명해졌다. 그 결과 당시 왕의 아들인 알프리드가 그를 노섬브리아의 주교로 임명하도록 했다. 윌프리드는 그 당시 영국에서 축성된 주교가 부족하다고 생각해서 갈리아에서 주교 성성을 받았다. 윌프리드가 사라진 기간 동안, 알프리드는 그의 아버지인 오스위우의 왕위를 찬탈하려는 쿠테타를 일으켰으나 실패했다. 그 결과 윌프리드가 주교로 착좌하는데 문제가 생겼으며, 윌프리드가 셰다의 그가 다시 노섬브리아로 돌아오기 이전에 몇년 간 리펀에 물러나 있도록 하는 결과를 낳았다.
그 이후 그는 668년에 캔터베리 대주교로 임명되었다.
1. ↑  Fraser From Caledonia to Pictland p. 47